# Небожа
Небожа (пол. Nieborza) — село в Польщі, у гміні Седлець Вольштинського повіту Великопольського воєводства.
Населення — 290 осіб (2011).
У 1975-1998 роках село належало до Зеленоґурського воєводства.

## Демографія
Демографічна структура станом на 31 березня 2011 року:
|          | Загалом | Допрацездатний вік | Працездатний вік | Постпрацездатний вік |
| -------- | ------- | ------------------ | ---------------- | -------------------- |
| Чоловіки | 148     | 34                 | 98               | 16                   |
| Жінки    | 142     | 31                 | 93               | 18                   |
| Разом    | 290     | 65                 | 191              | 34                   |